# Baciro Djá
 Baciro Djá (ur. 31 stycznia 1973) – gwinejski polityk, członek Afrykańskiej Partii Niepodległości Gwinei i Wysp Zielonego Przylądka. Minister obrony od 2 stycznia 2009 do 10 lutego 2012, minister spraw parlamentarnych i rzecznik rządu od 3 lipca 2014 do 20 sierpnia 2015, premier Gwinei Bissau od 20 sierpnia do 17 września 2015 i ponownie od 27 maja do 18 listopada 2016. 
9 listopada 2016 został zdymisjonowany przez prezydenta José Mário Vaza, a 18 listopada 2016 na stanowisku premiera zastąpił go Umaro Sissoco Embaló. Jego dymisja była wynikiem sporu o obsadę stanowiska szefa rządu w podzielonej na tym tle od sierpnia 2015 Afrykańskiej Partii Niepodległości Gwinei i Wysp Zielonego Przylądka (PAIGC).